# Pristimantis chimu
Espèce
Statut de conservation UICN

 DD  : Données insuffisantes
Pristimantis chimu est une espèce d'amphibiens de la famille des Craugastoridae.

## Répartition
Cette espèce est endémique de la province de Chota dans la région de Cajamarca au Pérou. Elle se rencontre entre 3 000 et 3 100 m d'altitude dans la cordillère Occidentale.

## Description
Les mâles mesurent de 19,4 à 20,5 mm et les femelles de 22,6 à 25,7 mm.

## Étymologie
Cette espèce est nommée en l'honneur des Chimú.

## Publication originale
- Lehr, 2007 : New eleutherodactyline frogs (Leptodactylidae: Pristimantis, Phrynopus) from Peru. Bulletin of the Museum of Comparative Zoology, vol. 159, no 2, p. 145-178 (texte intégral).